# 8 × 68 mm S
Bei der 8 × 68 mm S handelt es sich um eine deutsche Magnum-Jagdpatrone. Sie wurde in den 1930er-Jahren aufgrund der stetig steigenden Nachfrage nach einer Magnumpatrone im Kaliber 8 mm entwickelt.

## Geschichte
Die Patrone wurde 1939 von der Rheinisch-Westfälischen Sprengstoffgesellschaft (RWS) vorgestellt. Sie war für den Einsatz in Jagdrepetierern mit dem weit verbreiteten Mauser-System gedacht. Die ursprüngliche Munition dieses Systems, die 7,92×57 mm Mauser, besaß ein ähnliches Geschosskaliber, für eine höhere Geschossenergie war jedoch ein größeres Hülsenvolumen erforderlich. Die Hülse der Mauser-Patrone konnte jedoch nicht beliebig verlängert werden, da dies die Dimension der Ladevorrichtung überschritten hätte. Stattdessen schuf man eine völlig neue Hülse mit breitem Stoßboden, womit 98er-Systeme ohne größere Änderungen verwendet werden konnten. Die sehr rasante Munition erwies sich bei der Jagd auf heimisches Rot- oder afrikanisches Großwild als sehr geeignet.